# Episodi di Motive (prima stagione)
La prima stagione della serie televisiva Motive è stata trasmessa sul canale canadese CTV dal 3 febbraio al 13 maggio 2013.
In Italia è stata trasmessa su Premium Crime dal 21 settembre 2013.
| nº | Titolo originale     | Titolo italiano        | Prima TV Canada  | Prima TV Italia   |
| -- | -------------------- | ---------------------- | ---------------- | ----------------- |
| 1  | Creeping Tom         | The Creeper            | 3 febbraio 2013  | 21 settembre 2013 |
| 2  | Crimes of Passion    | Crimini passionali     | 10 febbraio 2013 | 28 settembre 2013 |
| 3  | Pushover             | Falsa ingenuità        | 17 febbraio 2013 | 5 ottobre 2013    |
| 4  | Against All Odds     | Sola contro tutti      | 3 marzo 2013     | 12 ottobre 2013   |
| 5  | Public Enemy         | Nemico pubblico        | 10 marzo 2013    | 19 ottobre 2013   |
| 6  | Detour               | Depistaggio            | 14 marzo 2013    | 26 ottobre 2013   |
| 7  | Out of the Past      | Ritorno dal passato    | 21 marzo 2013    | 2 novembre 2013   |
| 8  | Undertow             | Favori mortali         | 28 marzo 2013    | 9 novembre 2013   |
| 9  | Framed               | Un capolavoro nascosto | 4 aprile 2013    | 16 novembre 2013  |
| 10 | Fallen Angel         | Un angelo caduto       | 25 aprile 2013   | 23 novembre 2013  |
| 11 | Brute Force          | Forza bruta            | 2 maggio 2013    | 30 novembre 2013  |
| 12 | Ruthless             | Senza pietà            | 9 maggio 2013    | 7 dicembre 2013   |
| 13 | The One Who Got Away | Ultima possibilità     | 16 maggio 2013   | 14 dicembre 2013  |

## The Creeper
- Titolo originale: Creeping Tom
- Diretto da:: Bronwen Hughes
- Scritto da: Daniel Cerone

### Trama
Viene ucciso il signor Martin, un professore del liceo molto amato da tutti. L'unico indizio è una scritta sul muro: "The Creeper". La squadra omicidi indagherà sia sulla moglie del docente che tra i suoi studenti.

## Crimini passionali
- Titolo originale: Crimes of Passion
- Diretto da: David Frazee
- Scritto da: Dennis Heaton

### Trama
David Jacobs, ex pubblico ministero e candidato alla poltrona di sindaco, conserva nel suo computer dei video compromettenti ed inconfessabili. La giovane Tiffany che conosce da sempre David viene uccisa in un incidente stradale. Le indagini della omicidi si indirizzano subito verso il fidanzato della ragazza Kevin.

## Falsa ingenuità
- Titolo originale: Pushover
- Diretto da: Charles Martin Smith
- Scritto da: Wil Zmak

### Trama
Un autista di limousine, Scott, viene trovato morto. Scott aveva scoperto che uno dei suoi clienti regolari era un avvocato che gestiva un giro di contrabbando di soldi e sostanze illecite.

## Sola contro tutti
- Titolo originale: Against All Odds
- Diretto da: Charles Bronwen Hughes
- Scritto da: James Thorpe

### Trama
Shawm Mitchell, mediatore d'affari, viene ucciso a casa di Angie, Una rapina finita male o un omicidio premeditato? Oltre alla borsa della moglie della vittima non è stato toccato nient'altro.

## Nemico pubblico
- Titolo originale: Public Enemy
- Diretto da: Sturla Gunnarsson
- Scritto da: Katherine Collins

### Trama
Angie e Vega cercano di trovare l'assassino di Jack Bergin ideatore di un programma alimentare che promuove i benefici degli alimenti crudi. L'arma del delitto è una pistola taser. 

## Depistaggio
- Titolo originale: Detour
- Diretto da: Andy Mikita
- Scritto da: Dennis Heaton

### Trama
Un poliziotto, che lavora in incognito, perde la testa ed uccide l'ex marito della figlia. Angie porta avanti il caso anche quando riceve l'ordine, direttamente dagli Affari interni, di mollare tutto.

## Ritorno dal passato
- Titolo originale: Out of the Past
- Diretto da: Kelly Makin
- Scritto da: Daegan Fryklind

### Trama
Un giornalaio, ex casco blu in Bosnia, riconosce sulla copertina di una rivista una donna, sua vecchia conoscenza. Dopo averla rintracciata la pedina e la fotografa. La donna, quando scopre di essere seguita, decide di incontrarlo. 

## Favori mortali
- Titolo originale: Undertow
- Diretto da: Sturla Gunnarsson
- Scritto da: Daegan Fryklind

### Trama
Il cadavere di Taylor Hollis viene trovato in un campo non lontano dall'università. Angie e Vega cominciano a scavare nella vita del ragazzo in cerca di indizi. Risalgono prima ad un giro di contrabbando di medicinali in cui la vittima era implicata e successivamente alla sua ragazza indiana Sunita.

## Un capolavoro nascosto
- Titolo originale: Framed
- Diretto da: David Frazee
- Scritto da: James Thorpe

### Trama
Marion, pittrice dilettante, uccide Julia, una gallerista che ha acquistato un suo quadro dopo essersi accorta che lo sfondo appartiene a un capolavoro andato perduto. L'arma usata per il delitto è un'antica pistola di suo figlio, collezionista di cimeli di guerra.

## Un angelo caduto
- Titolo originale: Fallen Angel
- Diretto da: Andy Mikita
- Scritto da: Wil Zmak

### Trama
Felix è solo al mondo e non fa che scommettere per riscattare un destino crudele. L'unico che l'abbia aiutato è il prete che dirigeva l'orfanotrofio in cui è cresciuto, prete che il ragazzo non esita a uccidere quando si intromette tra lui e la felicità.

## Forza bruta
- Titolo originale: Brute Force
- Diretto da: Charles Martin Smith
- Scritto da: Dennis Heaton

### Trama
Mark Mason, un pugile che ha vinto la medaglia d'oro alle Olimpiadi e ora gestisce una palestra di box assieme al fratello Joey, viene trovato morto. Joey, costretto a vivere su una sedia a rotelle in seguito ad un incidente e a farsi mantenere da Mark e sua moglie, sostiene di aver visto un barbone la notte dell'omicidio vicino alla palestra. 

## Senza pietà
- Titolo originale: Ruthless
- Diretto da: Charles Stefan Pleszczynski
- Scritto da: Katherine Collins

### Trama
Angie e Vega dovranno scoprire cosa lega la vittima all'assassino. Le motivazioni che rendono Sonia Braurer un'assassina non saranno semplici da individuare.

## Ultima possibilità
- Titolo originale: The One Who Got Away
- Diretto da: Charles David Frazee
- Scritto da: James Thorpe

### Trama
Viene trovato il cadavere di un ragazzino sepolto in un parco. Dopo averne scoperto l'identità, le indagini gravitano attorno ad una psicologa, la dottoressa Robbins, da cui era in cura la vittima e che seguiva anche Cam, un altro ragazzo problematico con cui Angie aveva già avuto a che fare.